# Informační a komunikační technologie ve speciální pedagogice
Speciální pedagogiku můžeme definovat jako vědní obor, který se zabývá zákonitostmi výchovy a vzdělávání a rozvojem jedinců, kteří jsou znevýhodněni vůči většinové populaci v oblasti fyzické, psychické nebo sociální a mají speciální výchovně vzdělávací potřeby. Vzhledem ke zvyšujícím se nárokům na současnou populaci v oblasti výchovně vzdělávacího procesu se stávají ICT neboli informační a komunikační technologie účinným nástrojem pro rozšíření přístupu ke vzdělání a aplikaci nových výukových metod.
Pod pojem ICT (informační a komunikační technologie) ve vzdělávání řadíme vše, co umožňuje získávat a zpracovávat informace a komunikovat. Termín ICT ve vzdělávání zahrnuje moderní prostředky didaktické techniky, didaktické programy, lokální sítě a internet, jehož prostřednictvím jsou přístupné on-line knihovny, databáze a jiné zdroje informací či videokonference a podobně. Multimédia spojující různé formy prezentace na různých typech nosičů. Patří sem prostředky moderní didaktické audiovizuální techniky, jak jsou například televize, video, CD přehrávač nebo datový projektor, multimediální učební materiály a interaktivní elektronické tabule či digitální kamery, ale i různé formy a prostředky komunikace, jako je například email. Technologie podporují výuku, pomáhají v přípravě studentů i učitelů, usnadňují archivaci a aktualizaci materiálů. Jsou důležitým nástrojem interakce a komunikace. Učitelé mohou využívat technologie k prezentaci učiva, k dalšímu sebevzdělávání, ke komunikaci či administrativě.

## ICT ve výchovně vzdělávacím procesu
Informační technologie se vyvíjí velmi rychle, tento vývoj má logický dopad na oblast výchovně vzdělávacího procesu. Postupně se mění podoba, prostředky i obsah vzdělávání. Protože moderní technologie umožňují snadný a rychlý přístup k informacím, mohou se ICT právem řadit mezi moderní didaktické pomůcky.
Zavádění technologií do vzdělávání zajišťuje podstatnou podporu a zkvalitnění práce pedagogů. Učitelé mohou technologie využívat při přípravě na výuku, kdy kromě využití skenerů a kopírovacích strojů, umožňujících vytváření pomůcek, mohou připravovat multimediální výukové materiály v elektronické podobě za pomocí textových a grafických editorů nebo programů na zpracování fotografií a videa. Do těchto prezentací lze vkládat i hypertextové odkazy na další zdroje. Různé formy projekce výukových materiálů činí výuku přehlednější a zajímavější pro studenty a současně usnadňují přípravu pedagogů. V rámci výuky lze technologie využívat formou prezentací, používáním interaktivních tabulí, za pomoci výukových programů, přístupem k online testům, umožněním vyhledávání informací na internetu, apod. Technologie umožňují pedagogům předávat žákům materiály prostřednictvím různých nosičů, webových stránek, emailem aj. Vytvořené materiály lze snadno přizpůsobovat různým potřebám žáků, technologie umožňují materiály rychle aktualizovat a jednoduše archivovat, včetně vkládání a ukládání odkazů na další výukové zdroje v jakékoli formě. Kromě prezentací mohou učitelé materiály přizpůsobené jednotlivcům zpřístupnit všem žákům ve třídě, žáci potom aktivně s těmito materiály pracují. Prostřednictvím videokonferencí je možné žákům zprostředkovat besedy s odborníky v nejrůznějších oborech. Technologie poskytují pedagogům možnost jednoduššího ukládání například školních výsledků žáka, jejich přehlednou archivaci a sdílení s ostatními pedagogy a vedením školy. Důležitá je komunikace mezi aktéry vzdělávacího procesu, kterou technologie velmi zjednodušují a zrychlují, jde o využívání emailu a webových stránek. ICT mohou působit i na profesní růst učitelů. Na webových stránkách jsou dostupné programy či on-line kurzy poskytující další vzdělávání pedagogů. Učitelé mohou využívat komunikační technologie také pro konzultace s jinými kolegy na vzdálených místech v reálném čase.
Velmi zajímavým nástrojem se stal E-Learning. Jde o jakýkoliv reálný vzdělávací proces (s různým stupněm intencionality), v němž jsou v souladu s etickými principy používány informační a komunikační technologie pracující s daty v elektronické podobě. Způsob využívání prostředků ICT a dostupnost učebních materiálů jsou závislé především na vzdělávacích cílech a obsahu, charakteru vzdělávacího prostředí, potřebách a možnostech všech aktérů vzdělávacího procesu.. E-Learning je tedy vzdělávací proces realizovaný v elektronickém prostředí, umožňuje přístup k některým materiálům v elektronické podobě online, umožňuje studentům vzdělávat se nezávisle na budově školy, umožňuje samostudium a  komunikaci s ostatními aktéry vzdělávacího procesu, ovšem výuka musí být vedena tutorem. Dochází zde tedy k řízenému nebo autoregulačnímu učení, kdy řízené učení je ovlivněno vnější regulací pedagoga a naopak autoregulační učení, neboli sebeřízení je prováděno samotným studentem. K efektivnímu využití a organizaci E-Learningu slouží tzv. LMS systémy neboli elektronické systémy pro vzdělávání. Základní funkce těchto systémů jsou tvorba a správa kurzů, administrace, řízení, komunikace a standardizace. Vybrané LMS systémy: Moodle, Wimba Archivováno 2. 12. 2020 na Wayback Machine.,
Technologie pomáhají při řešení problémů, kdy žáci získávají informace a mohou vyhodnocovat data, s jejichž pomocí nalézají řešení, ICT podporují kreativitu žáků. V rámci různých projektů mohou žáci využívat širokou nabídku nástrojů a následně prezentovat své dovednosti. ICT podporují samostatné učení a fungují jako důležitý faktor motivace žáků. Velmi významné uplatnění mají moderní technologie ve výuce žáků se speciálními vzdělávacími potřebami.

## Děti se speciálními potřebami
Děti se speciálními potřebami definuje § 16 školského zákona č. 561/2004 Sb. o předškolním, základním, středním, vyšším odborném a jiném vzdělávání.
- Žáci se zdravotním postižením (tělesným, zrakovým, sluchovým, mentálním, autismem, vadami řeči, souběžným postižením více vadami, vývojovými poruchami učení nebo chování),
- Žáci se zdravotním znevýhodněním (zdravotním oslabením, dlouhodobým onemocněním a lehčími zdravotními poruchami vedoucími k poruchám učení a chování),
- Žáci se sociálním znevýhodněním (z rodinného prostředí s nízkým sociálně kulturním postavením, ohrožení sociálně patologickými jevy, s nařízenou ústavní výchovou nebo uloženou ochrannou výchovou a žáci v postavení azylantů a účastníků řízení o udělení azylu).
- Mezi žáky se speciálními potřebami se řadí i mimořádně nadané děti.[8]

## Instituce nabízející výukové programy pro děti se speciálními potřebami
Na trhu je v nabídce široký výběr programů pro děti různého věku a postižení. Vzhledem ke zkušenosti s nesnadným vyhledáváním různých komerčních programů, vytvářených pro děti se speciálními potřebami, shrnuji odkazy na některé z nich v tabulce níže.
| Kategorie speciálních potřeb učení                    | Seznam webových adres |
| ----------------------------------------------------- | --- |
| Programy pro vizuální a sluchovou stimulaci           | - http://www.galop.cz - http://www.rosasoft.cz - http://www.brailletech.cz - http://www.spektravox.cz - http://www.adaptech.cz - http://www.brailcom.org/index |
| Programy zaměřené na děti s mentálním postižením      | - http://www.petit-os.cz - https://web.archive.org/web/20130319031534/http://www.petit-os.cz/honicka_chyt_me.php - http://www.lifetool.at - https://web.archive.org/web/20130505063139/http://www.petit-os.cz/progr_lifetool.php CZ - https://web.archive.org/web/20130517014403/http://www.petit-os.cz/Meda_win.php - http://www.mentio.cz - https://web.archive.org/web/20130319034246/http://www.petit-os.cz/psani_popis.php - https://web.archive.org/web/20130319034214/http://www.petit-os.cz/22her.php - https://web.archive.org/web/20070622171036/http://www.lifetool.at/show_content.php?hid=14 - https://web.archive.org/web/20130505063139/http://www.petit-os.cz/progr_lifetool.php CZ                                    |
| Programy zaměřené na děti s tělesným postižením       | - https://web.archive.org/web/20130321045141/http://www.petit-os.cz/1klavesou.php - http://www.jrr.cz/jetvoice.php - http://www.fugasoft.cz/ Archivováno 1. 4. 2013 na Wayback Machine. - https://web.archive.org/web/20121108133146/http://www.petit-os.cz/progr_pro_ovl_PC.php ZDARMA - http://www.fugasoft.cz/index.php?cont=mydictat Archivováno 2. 1. 2014 na Wayback Machine. - https://www.newtontech.net/cs/newton-dictate/ |
| Programy pro děti se specifickými poruchami učení-SPU | - http://www.gemis.cz Archivováno 23. 9. 2013 na Wayback Machine. - http://www.x-soft.cz/abcdoskoly/ - http://www.jazyky-bez-barier.cz/ - https://web.archive.org/web/20130312075428/http://www.spn.cz/ - https://web.archive.org/web/20140102163912/http://www.spn.cz/stranky/katalog.php?viewsub=aj2&viewcat=zs - https://web.archive.org/web/20130319034246/http://www.petit-os.cz/psani_popis.php - http://www.dyscentrum.org/ - http://www.eshop-rychle.cz/dyscentrum/eshop/5-1-PC-PROGRAMY Archivováno 25. 2. 2013 na Wayback Machine. - http://www.pachner.cz |
| Programy pro logopedii                                | - https://web.archive.org/web/20130319032001/http://www.petit-os.cz/brepta_popis.php - https://web.archive.org/web/20131126141829/http://petit-os.cz/altik_ukoly_popis.php - https://web.archive.org/web/20130319034251/http://www.petit-os.cz/alt_slov_popis.php - https://web.archive.org/web/20130319071941/http://www.petit-os.cz/glob_slab.php - http://www.alternativnikomunikace.cz/clanek-ackeyboard-5-78 - http://www.alternativnikomunikace.cz/clanek-symwriter-5-76 - https://web.archive.org/web/20130321033202/http://www.petit-os.cz/altik_popis.php - http://www.alternativnikomunikace.cz/clanek-boardmaker-5-79 - https://web.archive.org/web/20120114184104/http://www.mayer-johnson.com/category/boardmaker-family/ |
| Programy pro děti se sociálním znevýhodněním          | |

## Využití ICT ve výuce dětí se speciálními potřebami
Počítačové programy určené pro děti se speciálními vzdělávacími potřebami jsou velmi užitečné didaktické nástroje.
- Software pro žáky s diagnostikovanou dyslexií a specifickými poruchami učení jsou často zaměřené na jednotlivé smyslové oblasti - na sluchové a zrakové vnímání, na prostorovou orientaci, podporují pozornost a rozvoj paměti, ale pomáhají i při reedukaci konkrétní narušené schopnosti počítat, psát a osvojovat si gramatická pravidla, číst apod. Patří sem různé hry pro rozvoj myšlení a řeči, jako například programy:
  - Naslouchej a hrej si, který je věnovaný cvičení sluchové paměti a diferenciaci zvuků. Sluchová paměť tvoří jeden ze základů myšlení, osvojování si jazyka a rozvoji řeči, čtení a psaní a schopnosti učit se.
  - DysCom (CDROM)

Tento program se zaměřuje na rozvoj pravolevé, prostorové, směrové a časové orientace a nácviku posloupnosti v řadě; dále na zrakové vnímání – rozlišování inverzních tvarů, vnímání figury a pozadí, rozlišování písmen, slabik a slov, nácvik zrakové pozornosti; podporuje čtenářské dovednosti; zaměřuje se na rozvoj fonetickofonologické, lexikálněsémantické a gramatickosyntaktické jazykové roviny.
- Pro mentálně postižené děti existuje celá řada programů vytvořených ve spolupráci s odborníky pracujícími s postiženými dětmi. Dají se velmi jednoduše ovládat, obvykle dvěma či třemi klávesami a jsou určené pro děti od tří let i pro dospělé. Např. Občanské Sdružení Petit nabízí celou řadu speciálních programů:
  - Brepta – rozvoj komunikativních dovedností
  - Méďa čte; počítá; barvy a tvary; obrázky – multimediální slabikář; základy matematiky; poznávání barev a tvarů; základní smyslová a rozumová výchova
  - Altík; Altíkovy úkoly – slova, věty, obrázky; tvorba komunikačních tabulek
  - 22 Her – logika, postřeh, počty, písmenka, paměť
  - Jednou klávesou – psaní textů a posílání e-mailů pomocí jediné klávesy
  - Čeština pro nevidomé a slabozraké – výuka češtiny pro 2. stupeň ZŠ
  - Psaní - analýza a syntézy čtení a psaní
  - Globální slabikář - výuka alternativní a augmentativní komunikace a globální metody čtení

https://web.archive.org/web/20130306150259/http://www.petit-os.cz/poc_pro_postiz.php
- Mezi tělesná postižení patří:
  - částečné ochrnutí končetiny- paréza
  - úplné ochrnutí končetiny- plegie
  - ochrnutí dolních končetin- paraplegie
  - částečné ochrnutí jedné horní a dolní končetiny- hemiparéza
  - amputace končetin- odnětí
  - spastická dystrofie- degenerativní
  - onemocnění svalstva
  - dětská mozková obrna -DMO-porucha centrální kontroly svalstva.

Všem těmto dětem pomáhají a usnadňují vzdělávání programy a hardware, vytvořené právě pro jednotlivá postižení, snadněji se začlenit do výchovně vzdělávacího procesu. Odborníci z oblastí vývoje software, dětské psychologie a speciální pedagogiky vytvořili řadu programů, např. program 1 klávesou, umožňuje komunikovat prostřednictvím počítače dětem, jejichž tělesné postižení neumožňuje jinou komunikaci, díky tomuto programu mohou využít svoji inteligenci, znalosti a vědomosti a prostřednictvím PC je se svým okolím komunikovat. Dále odborníci vytvořili řadu speciálních součástí PC, jako jsou např. speciální klávesnice a velkoplošná tlačítka, které dětem s postižením usnadňují ovládání počítačů.

## Výhody využití ICT ve výuce dětí se speciálními potřebami
- Individualizace výuky - technologie umožňují pedagogům věnovat se v hodině všem žákům současně a přitom individuálně naplánovat výuku pro jednotlivé žáky s rozmanitými vzdělávacími potřebami. Děti mohou pracovat samostatně na předem připravených materiálech, nebo přímo v elektronickém prostředí, pokud to škola umožňuje.
- Kompenzace běžných činností je díky využití ICT efektivnější. Žáci, kteří nemohou provádět běžné školní činnosti pomocí standardních didaktických pomůcek, mají díky různým programům a zařízením možnost kompenzovat svůj handicap. Například u tělesně postižených dětí může počítačový program nahradit neschopnost dítěte psát klasickým způsobem.
- Reedukace jsou speciální pedagogické postupy, na jejichž základě dochází ke zlepšení výkonnosti v postižené funkci. Použití speciálních programů či audiovizuálních technologií umožňuje pedagogovi efektivně pracovat s jednotlivci v rámci kolektivu, pro žáky je použití technologií v rámci výuky přitažlivé a mnohdy i zábavné. Díky různorodosti dostupných technologií lze umožnit dětem interaktivní vnímání učiva prostřednictvím více smyslů, usnadnit tak pochopení problému a zapamatování vyučované látky.
- Diagnostika není přímo vzdělávací metoda, jde o vyšetření žáka ve speciálněpedagogickém centru, které se musí uskutečnit za účelem posouzení mentální a rozumové úrovně dítěte a posouzení osobnosti dítěte. Diagnostika je ovšem nedílnou součástí výchovně vzdělávacího procesu, na základě přesné diagnózy se stanoví správné výchovné a vyučovací postupy pro jednotlivce ve formě zprávy vzdělávací instituci. Na základě této zprávy nastavuje škola učební plán pro dítě se speciálními vzdělávacími potřebami. Hodnotí se:
  - školní zralost, odklad školní docházky (§ 37, školského zákona č. 561/ 2004 Sb.)
  - zařazení do optimálního vzdělávacího procesu
  - zařazení do vzdělávání dítěte, žáka a studenta se speciálními vzdělávacími potřebami (se zdravotním postižením)
  - zařazení do jiného způsobu plnění povinné školní docházky - individuální vzdělávání
  - zařazení do vzdělávání žáků s hlubokým mentálním postižením
  - kariérové poradenství po žáky se speciálními potřebami učení
- Použití technologií a softwaru umožňuje pedagogům tvořit speciální výukové materiály a pomůcky, které doplňují klasické didaktické pomůcky nebo slouží jako alternativa tam, kde není možné použití standardních pomůcek možné. Použití ICT by mělo být samozřejmou součástí výuky žáků se speciálními vzdělávacími potřebami. Technologie mají výrazně motivační funkci, učí žáky opravovat vlastní chyby a zvyšují samostatnost.
- Motivace je zásadní argument pro využívání ICT v rámci výchovně vzdělávacího procesu dětí se speciálními vzdělávacími potřebami. Pro mnoho handicapovaných žáků je používání technologií jedinou možností, jak vykonávat činnosti, které jsou pro většinu z nás naprosto běžné. Na druhou stranu může být využití technologií motivační i pro pedagogy.
- Administrativa v elektronické podobě značně zjednodušuje práci pedagogů v těchto oblastech
  - profil žáka v elektronické podobě a možnost sledování a porovnávání postupu výuky a přizpůsobování se jeho úrovni
  - portfolio žáka s možností sledovat jeho vývoj v průběhu výchovně vzdělávacího procesu
  - archivace pomůcek pro žáky v elektronické podobě
  - apod.[4]